# Contrainte (mécanique)

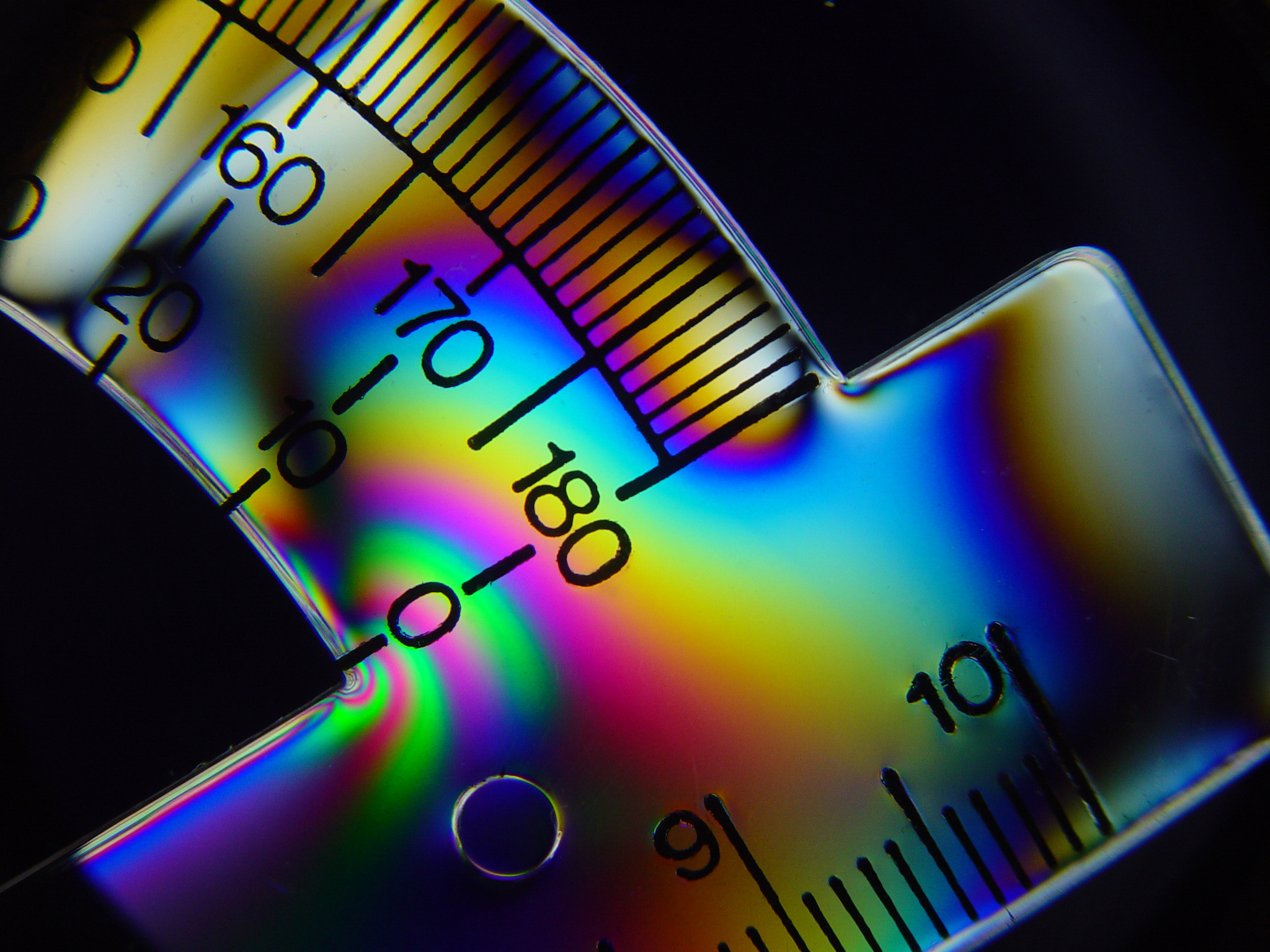
Lignes de tension dans un rapporteur en plastique vu sous une lumière polarisée grâce à la photoélasticité.

En mécanique des milieux continus, et en résistance des matériaux en règle générale, la contrainte mécanique (autrefois appelée tension ou  « fatigue élastique ») décrit les forces que les particules élémentaires d'un milieu exercent les unes sur les autres par unité de surface. Ce bilan des forces locales est conceptualisé par un tenseur d'ordre deux : le tenseur des contraintes. La contrainte va de pair avec une déformation de la matière dans laquelle elle s'exerce.
La contrainte mécanique est homogène à une pression (Pa).